# 어스토니시아 스토리
《어스토니시아 스토리》(Astonishia Story)는 1994년 대한민국의 게임 개발팀인 손노리가 제작한 컴퓨터 롤플레잉 게임이다. 발매사는 소프트라이이다.
처음으로 대중적으로 성공한 대한민국 롤플레잉 게임이다. 당시 한국 게임 산업은 소프트 액션의 《폭스 레인저》, 미리내 소프트웨어의 《그날이 오면》 등의 슈팅 게임들이 주류를 이루었지만, 이 게임 이후 《창세기전》, 《파랜드 택틱스》 등이 연달아 커다란 인기를 얻으며 한동안 롤플레잉 장르의 중흥기를 이루었다.
리메이크 작품인 《어스토니시아 스토리 R》이 2002년에는 휴대용 게임기인 GP32로, 2005년에는 플레이스테이션 포터블로 출시되었다. 또 후속작인 《어스토니시아 스토리 2》는 모바일 게임으로, 2006년 10월 SK텔레콤의 GXG를 통해 공개되었다.
이 게임은 제1회 한국게임대상 대상과 제1회 신소프트웨어 대상을 수상했다.

## 줄거리
주인공인 로이드는 왕국의 기사로, 전설의 아티팩트인 카이난의 지팡이를 운반하는 임무를 맡아 수행하던 중, 갑작스런 공격을 받는다. 함께 지팡이를 운반하던 사람들은 모두 죽게 되자, 로이드 홀로 사라져 버린 지팡이를 찾아 모험을 찾아 떠나는 내용이다..

## 등장인물
로이드 폰 로이엔탈
이 게임의 주인공. 라테인 왕국 팔미라 주 제 5보병대의 부 지휘관으로 뛰어난 기사이다. 왕가의 보물인 ‘카이난의 지팡이’를 호송하던 중 프란시스가 이끄는 부대의 습격을 받고 지팡이를 강탈당한 후, 지팡이를 되찾기 위한 모험에 나선다.
일레느
이 게임의 여주인공. 대 마법사 레자일의 손녀로 말괄량이이다. 견습 마법사라는 설정이지만, 게임상에서는 다양한 마법을 쓰는 뛰어난 마법사이다. 일러스트가 예쁘게 그려져서 인기를 끌었다. 고개를 넘을 때부터 동료가 된다.
레자일
일레느의 할아버지로 어스토니시아의 8현자 중 한 명이다.
러덕
무술을 수련하는 싸울아비로, 스승의 죽음에 대한 복수를 하려고 로이드의 일행에 합류한다.
렌달프
농기구 등을 판매하는 드워프 상인으로, 전투에도 능숙하다. 초반에 일행에 합류했다가 헤어지지만, 후반에 다시 합류한다. 《어스토니시아 스토리 R》에서는 헤어지지 않고 쭉 함께한다.
핫 타이크
아부르족 족장의 장남으로 모험심이 강한 소년이다. 자신의 키 만큼이나 큰 검을 사용한다.
지나스
할켄 부족의 엘프 궁수로, 브림힐트의 공격으로 파괴된 마을에서 유일하게 살아남았다. 후반에 동료로 들어온다.
아크라
레자일의 옛 제자인 가고일족 여인으로, 브림힐트를 따르며 페라린의 마법전사대를 이끌고 있다. 중반에 동료로 합류한다.
프란시스 드 라크로드
브림힐트
카로프
헤르저
레드포드
패튼
드라이덴

## 잔 지식
당시 PC 게임 업계는 이용자들의 고질적인 소프트웨어 무단 복제로 인해 손해를 입고 있었다. 때문에 복제를 막기 위해 다양한 방법이 동원되었는데, 그 중 하나는 게임 패키지 내에 인쇄된 암호표를 동봉시키고 게임의 시작 또는 게임의 초반 시점에 암호표를 유저에게 조회시켜, 틀릴 경우 진행을 더 이상 시키지 않는 원시적 인증 방법이었다. 패스맨은 이 게임 내에서 유저에 대한 암호 조회를 하는 캐릭터로, 게임 전체에 걸쳐 3번 등장한다. 또한 이후 《다크사이드 스토리》 등 손노리의 차기작에도 등장하였다.

## 평가
| 평가 |         |
| --- | ------- |
| 통합 점수 통합사 점수 게임랭킹스 50.76% [ 1 ] 메타크리틱 48/100 [ 2 ] 평론 점수 평론사 점수 에지 4/10 [ 3 ] EGM 4/10 [ 4 ] 유로게이머 3/10 [ 5 ] 게임 인포머 4.25/10 [ 6 ] 게임 레볼루션 D [ 7 ] 게임스팟 6/10 [ 8 ] 게임스파이 [ 9 ] 게임존 6/10 [ 10 ] IGN 5.5/10 [ 11 ] OPM (US) [ 12 ] |         |
| 통합 점수 |         |
| 통합사 | 점수    |
| 게임랭킹스 | 50.76%  |
| 메타크리틱 | 48/100  |
| 평론 점수 |         |
| 평론사 | 점수    |
| 에지 | 4/10    |
| EGM | 4/10    |
| 유로게이머 | 3/10    |
| 게임 인포머 | 4.25/10 |
| 게임 레볼루션 | D       |
| 게임스팟 | 6/10    |
| 게임스파이 | [ 9 ]   |
| 게임존 | 6/10    |
| IGN | 5.5/10  |
| OPM (US) | [ 12 ]  |